# Duane Eddy

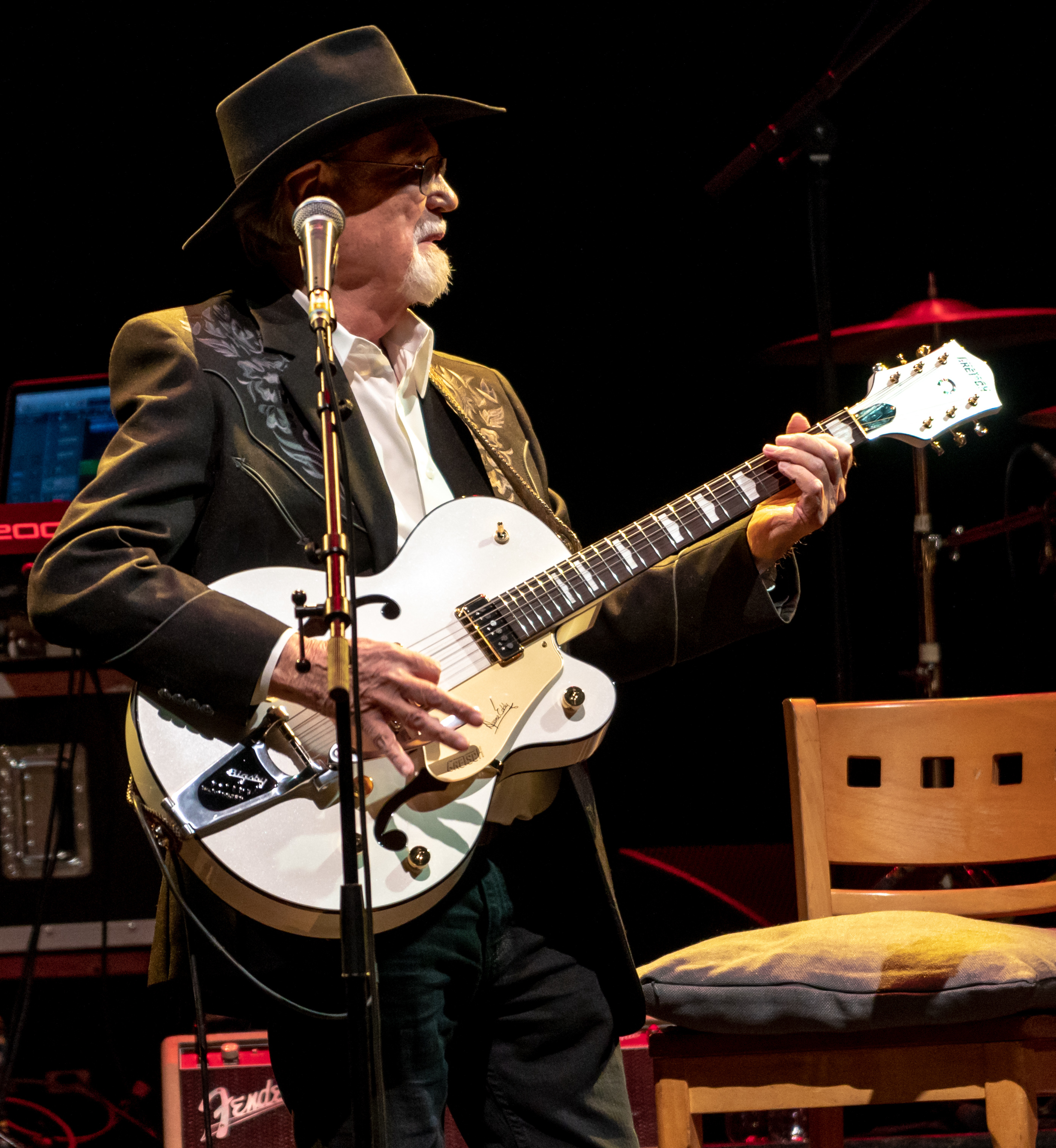
Duane Eddy (2018)

Duane Eddy (* 26. April 1938 in Corning, New York; † 30. April 2024 in Franklin, Tennessee) war ein US-amerikanischer Rock- und Pop-Gitarrist. Insbesondere in den späten 1950er- und frühen 1960er-Jahren wurde er mit Instrumentalsongs wie Rebel-’Rouser oder Peter Gunn bekannt. Sein charakteristischer „Twang“-Gitarrenklang war über seine eigenen Hits hinaus stilprägend für das E-Gitarrenspiel und den Rock ’n’ Roll. Mit mehr als 100 Millionen verkauften Tonträgern ist er der erfolgreichste Rock-’n’-Roll-Instrumentalmusiker aller Zeiten.

## Biographie
Duane Eddy wurde 1938 in Corning im Bundesstaat New York geboren und begann im Alter von fünf Jahren, wie sein Vorbild Gene Autry, Gitarre zu spielen. 1951 siedelte er mit seiner Familie nach Arizona um. Von 1959 bis 1961 war er mit Carol Fowler verheiratet.
1963 heiratete er die Country-Sängerin Mirriam Johnson, die später als Jessi Colter bekannt wurde. Sie arbeiteten auch auf künstlerischem Gebiet zusammen und veröffentlichten 1967 die gemeinsame Single Guitar on My Mind. Die Ehe wurde 1968 geschieden, und Colter heiratete 1969 den Country-Sänger Waylon Jennings. Eddy heiratete 1979 Diane Mary „Deed“ Abbate und lebte mit ihr in Memphis.
Duane Eddy starb im April 2024 im Alter von 86 Jahren in Tennessee an einer Krebserkrankung. Er hinterließ seine Ehefrau und vier Kinder.

## Werk und Erfolge
Ab Ende der 1950er Jahre war Duane Eddy für seine Instrumentalmusik auf der E-Gitarre bekannt, mit der er für einige Jahre regelmäßig in den US-amerikanischen und europäischen Charts vertreten war. Eddys Markenzeichen war sein als „Twang“ bezeichneter Gitarrenklang. Duane Eddy wurde 1994 in die Rock and Roll Hall of Fame aufgenommen und 2008 in die Musicians Hall of Fame. Zu Eddys bekanntesten Instrumental-Titeln gehören seine Version von Peter Gunn (1959) des Komponisten Henry Mancini, Rebel-’Rouser (1958), Forty Miles of Bad Road (1959), A Londonderry Air (1961), Dance with the Guitar Man (1962) und Boss Guitar (1962). Zeitweiliger Produzent und häufiger Ko-Autor seiner Titel war Lee Hazlewood.
Die 1960er Jahre waren mit etwa 20 veröffentlichten Alben Eddys produktivste Schaffensperiode; allein 1965 erschienen sechs seiner Langspielplatten. Er konnte in den USA trotz mehrerer Goldener Schallplatten – die erste davon erhielt er 1958 – nie einen Nummer-eins-Hit erzielen. Die höchste Position in den US-Charts - Platz 4 - erreichte 1960 sein Song Because They’re Young. Im Laufe der 1950er und 1960er Jahre platzierten sich fünfzehn seiner Singles in den Top 40 der US-Billboard-Charts. Nach der British Invasion Mitte der 1960er-Jahre war Eddy kaum noch in den Charts vertreten.
In den 1980er Jahren nahm Eddy mit der britischen Band The Art of Noise den Song Peter Gunn in einer modernisierten Version auf, wofür sie 1987 einen Grammy Award in der Kategorie Best Rock Instrumental Performance erhielten. Danach arbeitete Eddy noch bei zwei weiteren Liedern mit Art of Noise zusammen, die ihn nach längerer Zeit wieder in die Charts brachten. 1994 wurde seine Version von Peter Gunn in die Rock and Roll Hall of Fame aufgenommen. 2004 erhielt er den Guitar Player Magazine Legend Award – eine Auszeichnung, die zuvor erst einmal verliehen worden war. Insgesamt wurden von Eddys Aufnahmen weltweit mehr als 100 Millionen Tonträger verkauft – damit ist er der erfolgreichste Rock‘n’Roll-Instrumentalmusiker aller Zeiten. Seine letzten Konzerte spielte er 2018.

## Gitarrenklang als Markenzeichen

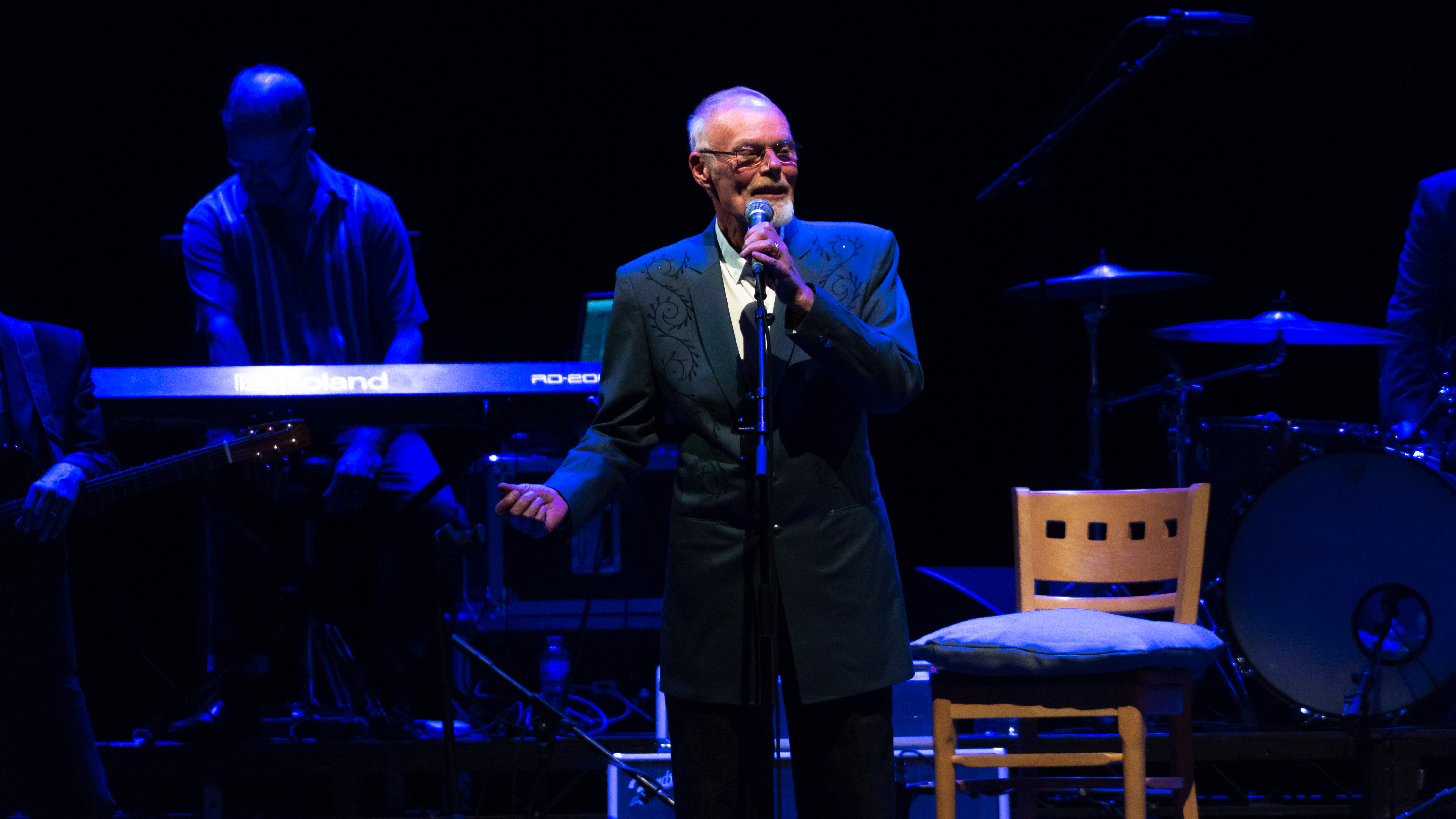
Duane Eddy (2018)

Eddy erzeugte den typischen Duane-Eddy-Twang, indem er die Leitmelodie auf den Bass-Saiten seiner E-Gitarre spielte und mit einer Kombination aus den Klangeffekten Tremolo, Echo und Hall arbeitete, die seinem Gitarrenspiel einen tiefen erdigen Klang verliehen. Der Gitarrenklang auf Eddys Aufnahmen wurde auch durch die Wahl seines Instruments beeinflusst. Zu Beginn seiner Laufbahn spielte Eddy zunächst eine Gibson Les Paul. Später wechselte er zum Modell Gretsch Chet Atkins. Er sattelte 1962 auf ein nach seinen Vorgaben entwickeltes Sondermodell der Firma Guild um, die Duane Eddy DE-500. Das Gretsch- und das Guild-Modell sind Gitarren mit Hohlkorpus und mit für Eddys typischen Klang unverzichtbarer Bigsby-Vibratoeinheit.
Duane Eddys Gitarrenspiel gilt als einflussreich. Laut BBC lässt sich beispielsweise in einzelnen Hits von The Beatles (Day Tripper), Bruce Springsteen (Born To Run) oder Blondie (Atomic) die Verwendung des Twangs erkennen. Der Rolling Stone listete 2015 Eddy auf Rang 64 der 100 größten Gitarristen aller Zeiten. Das Wizzard-Stück Eddy's Rock von der LP Wizzard Introducing Eddy and the Falcons bezieht sich auf Duane Eddy.

## Diskografie

### Alben
| Jahr | Titel                            | Höchstplatzierung, Gesamtwochen, AuszeichnungChartplatzierungen (Jahr, Titel, Platzierungen, Wochen, Auszeichnungen, Anmerkungen) | Höchstplatzierung, Gesamtwochen, AuszeichnungChartplatzierungen (Jahr, Titel, Platzierungen, Wochen, Auszeichnungen, Anmerkungen) | Anmerkungen |
| Jahr | Titel                            | UK | US | Anmerkungen |
| ---- | -------------------------------- | --- | --- | ----------- |
| 1958 | Have ‘Twangy’ Guitar Will Travel | UK6 (3 Wo.)UK | US5 (82 Wo.)US |             |
| 1959 | Especially for You               | UK6 (8 Wo.)UK | US27 (17 Wo.)US |             |
| 1959 | The “Twangs” the “Thang”         | UK2 (25 Wo.)UK | US18 (13 Wo.)US |             |
| 1960 | Songs of Our Heritage            | UK13 (5 Wo.)UK | — |             |
| 1960 | $1,000,000.00 Worth of Twang     | UK5 (20 Wo.)UK | US11 (21 Wo.)US |             |
| 1961 | Girls! Girls! Girls!             | — | US93 (15 Wo.)US |             |
| 1962 | Twistin’ and Twangin’            | UK8 (12 Wo.)UK | US82 (13 Wo.)US |             |
| 1962 | Twangy Guitar – Silky Strings    | UK13 (11 Wo.)UK | US72 (6 Wo.)US |             |
| 1963 | Dance with the Guitar Man        | UK14 (4 Wo.)UK | US47 (17 Wo.)US |             |
| 1963 | “Twangin’” Up a Storm!           | — | US93 (8 Wo.)US |             |
| 1964 | Lonely Guitar                    | — | US144 (2 Wo.)US |             |

Weitere Alben
- 1962: Twistin’ with Duane Eddy
- 1962: $1,000,000.00 Worth of Twang, Volume II
- 1963: Surfin’
- 1963: Duane Eddy & The Rebels – In Person
- 1963: “Twang” a Country Song
- 1964: 16 Greatest Hits
- 1965: Water Skiing
- 1965: Twangin’ the Golden Hits
- 1965: Twangsville
- 1965: The Best of Duane Eddy
- 1965: Duane a Go Go Go
- 1965: Duane Eddy Does Bob Dylan
- 1966: The Biggest Twang of All
- 1967: The Roaring Twangies
- 1967: Tokyo Hits (nur in Japan)
- 1975: The Vintage Years
- 1978: Pure Gold
- 1978: Twenty Terrific Twangies
- 1987: Duane Eddy
- 1991: Twangy Peaks
- 1993: Twang Thang: The Duane Eddy Anthology
- 1996: Ghostrider
- 2011: Road Trip
- 2013: Complete UK Hits: 1958–62
- 2016: Playlist – The Best of Duane Eddy

### Singles
| Jahr | Titel Album                                           | Höchstplatzierung, Gesamtwochen, AuszeichnungChartplatzierungen (Jahr, Titel, Album, Platzierungen, Wochen, Auszeichnungen, Anmerkungen) | Höchstplatzierung, Gesamtwochen, AuszeichnungChartplatzierungen (Jahr, Titel, Album, Platzierungen, Wochen, Auszeichnungen, Anmerkungen) | Höchstplatzierung, Gesamtwochen, AuszeichnungChartplatzierungen (Jahr, Titel, Album, Platzierungen, Wochen, Auszeichnungen, Anmerkungen) | Anmerkungen                    |
| Jahr | Titel Album                                           | DE | UK | US | Anmerkungen                    |
| ---- | ----------------------------------------------------- | --- | --- | --- | ------------------------------ |
| 1958 | Moovin’ N’ Groovin’ –                                 | — | — | US72 (3 Wo.)US |                                |
| 1958 | Rebel-’Rouser Have ‘Twangy’ Guitar Will Travel        | — | UK19 (10 Wo.)UK | US6 (8 Wo.)US |                                |
| 1958 | Ramrod Have ‘Twangy’ Guitar Will Travel               | — | — | US27 (8 Wo.)US |                                |
| 1958 | Cannonball Have ‘Twangy’ Guitar Will Travel           | — | UK22 (4 Wo.)UK | US15 (12 Wo.)US |                                |
| 1959 | The Lonely One Have ‘Twangy’ Guitar Will Travel       | — | — | US23 (13 Wo.)US |                                |
| 1959 | Peter Gunn Especially for You                         | — | UK6 (11 Wo.)UK | US27 (9 Wo.)US | Charteinstieg in USA erst 1960 |
| 1959 | Yep! Especially for You                               | — | — | US30 (9 Wo.)US |                                |
| 1959 | Forty Miles of Bad Road $1,000,000 Worth of Twang     | — | UK11 (9 Wo.)UK | US9 (15 Wo.)US |                                |
| 1959 | The Quiet Three $1,000,000 Worth of Twang             | — | — | US46 (8 Wo.)US |                                |
| 1959 | Some Kind-A Earthquake $1,000,000 Worth of Twang      | — | UK12 (5 Wo.)UK | US37 (8 Wo.)US |                                |
| 1959 | First Love, First Tears $1,000,000 Worth of Twang     | — | — | US59 (9 Wo.)US |                                |
| 1960 | Bonnie Came Back $1,000,000 Worth of Twang            | — | UK12 (11 Wo.)UK | US26 (9 Wo.)US |                                |
| 1960 | Shazam! Duane Eddy’s 16 Greatest Hits                 | — | UK4 (13 Wo.)UK | US45 (7 Wo.)US |                                |
| 1960 | Because They’re Young $1,000,000 Worth of Twang       | — | UK2 (18 Wo.)UK | US4 (15 Wo.)US |                                |
| 1960 | Kommotion $1,000,000 Worth of Twang                   | — | UK13 (10 Wo.)UK | US78 (6 Wo.)US |                                |
| 1961 | Pepe $1,000,000 Worth of Twang, Volume II             | DE3 (8 Wo.)DE | UK2 (14 Wo.)UK | US18 (12 Wo.)US |                                |
| 1961 | Theme from Dixie $1,000,000 Worth of Twang, Volume II | — | UK7 (10 Wo.)UK | US39 (7 Wo.)US |                                |
| 1961 | Ring of Fire –                                        | — | UK17 (10 Wo.)UK | US84 (3 Wo.)US |                                |
| 1961 | Drivin’ Home $1,000,000 Worth of Twang, Volume II     | — | UK30 (4 Wo.)UK | US87 (2 Wo.)US |                                |
| 1961 | My Blue Heaven The "Twangs" the "Thang"               | — | — | US50 (5 Wo.)US |                                |
| 1961 | Caravan –                                             | — | UK42 (3 Wo.)UK | — |                                |
| 1962 | Deep in the Heart of Texas The Best of Duane Eddy     | — | UK19 (8 Wo.)UK | US78 (5 Wo.)US |                                |
| 1962 | The Ballad of Paladin The Best of Duane Eddy          | — | UK10 (10 Wo.)UK | US33 (9 Wo.)US |                                |
| 1962 | (Dance With The) Guitar Man Dance with the Guitar Man | — | UK4 (16 Wo.)UK | US12 (16 Wo.)US |                                |
| 1963 | Boss Guitar The Best of Duane Eddy                    | — | UK27 (8 Wo.)UK | US28 (9 Wo.)US |                                |
| 1963 | Lonely Boy, Lonely Guitar The Best of Duane Eddy      | — | UK35 (4 Wo.)UK | US82 (5 Wo.)US |                                |
| 1963 | Your Baby’s Gone Surfin The Best of Duane Eddy        | — | UK49 (1 Wo.)UK | US93 (2 Wo.)US |                                |
| 1964 | The Son of Rebel Rouser –                             | — | — | US97 (2 Wo.)US |                                |
| 1975 | Play Me Like You Play Your Guitar –                   | — | UK9 (9 Wo.)UK | — |                                |

Weitere Singles
- 1955: I Want Some Lovin’
- 1961: Gidget Goes Hawaiian
- 1962: The Avenger
- 1962: The Battle
- 1962: Runaway Pony
- 1962: Moanin’ ’N’ Twistin’
- 1964: Guitar Child
- 1964: Water Skiing
- 1964: Guitar Star
- 1965: Moon Shot
- 1965: Trash
- 1965: Don’t Think Twice, It’s Alright
- 1966: El Rancho Grande
- 1966: Daydream
- 1967: Roarin’
- 1967: Guitar on My Mind
- 1968: There Is a Mountain
- 1968: The Satin Hours
- 1969: Break My Mind
- 1970: Freight Train
- 1970: Something
- 1972: Renegade
- 1975: The Man With The Gold Guitar
- 1975: Love Confusion
- 1976: You Are My Sunshine
- 1987: Spies
- 1987: Rockestra Theme

### Gastbeiträge
| Jahr | Titel Album  | Höchstplatzierung, Gesamtwochen, AuszeichnungChartplatzierungen (Jahr, Titel, Album, Platzierungen, Wochen, Auszeichnungen, Anmerkungen) | Höchstplatzierung, Gesamtwochen, AuszeichnungChartplatzierungen (Jahr, Titel, Album, Platzierungen, Wochen, Auszeichnungen, Anmerkungen) | Höchstplatzierung, Gesamtwochen, AuszeichnungChartplatzierungen (Jahr, Titel, Album, Platzierungen, Wochen, Auszeichnungen, Anmerkungen) | Höchstplatzierung, Gesamtwochen, AuszeichnungChartplatzierungen (Jahr, Titel, Album, Platzierungen, Wochen, Auszeichnungen, Anmerkungen) | Höchstplatzierung, Gesamtwochen, AuszeichnungChartplatzierungen (Jahr, Titel, Album, Platzierungen, Wochen, Auszeichnungen, Anmerkungen) | Anmerkungen                        |
| Jahr | Titel Album  | DE | AT | CH | UK | US | Anmerkungen                        |
| ---- | ------------ | --- | --- | --- | --- | --- | ---------------------------------- |
| 1986 | Peter Gunn – | DE17 (12 Wo.)DE | AT10 (16 Wo.)AT | CH17 (8 Wo.)CH | UK8 (10 Wo.)UK | US50 (11 Wo.)US | mit The Art of Noise               |
| 1986 | Kiss –       | — | — | — | UK5 (7 Wo.)UK | — | mit The Art of Noise und Tom Jones |
| 1986 | Yebo –       | — | — | — | UK63 (3 Wo.)UK | — | mit The Art of Noise und Mahlatini |

## Filmografie (Auswahl)
- 1961: Massaker im Morgengrauen (A Thunder of Drums)
- 1961–1962: Have Gun – Will Travel (Fernsehserie, 2 Folgen)
- 1962: Das zerrissene Lasso (The Wild Westerners)
- 1968: Die grausamen Sieben (The Savage Seven)
- 1968: Kona Coast
- 1973: Sing a Country Song